# Јевгениј Динкин
Јевгениј Борисович Динкин (рус. Евгений Борисович Дынкин, 11. мај 1924 — 14. новембар 2014) био је руски и амерички математичар јеврејскога порекла. Он је заначајно допринео теорији вероватноће и алгебри, а посебно Лијевим групама, Лијевим алгебрама и Марковљевим процесима. Њему у част названи су Динкинов дијаграм, Динкинов систем и Динкинова лема.

## Биографија

### Детињство и младост
Живео је у Лењинграду (сада Санкт Петербург) у Русији до 1935, а онда су његову породицу протерали у Казахстан. Отац му је 1937. нестао у стаљиновим логорима, гулазима.

### Московски универзитет
Динкин је 1940. са само 16 година уписао Московски универзитет. Избегао је војну обавезу због лошега вида. Магистрирао је 1945, а докторирао је 1948. Био је један од ученика чувенога рускога математичара Андреја Колмогорова. Постао је доцент, али због политичке неподобности имао је проблема у академској каријери. Био је јеврејскога порекла. Ипак великим залагањем ментора његовога доктората Андреја Колмогорова некако је напредовао у каријери.

### Академија наука
Током 1968. Динкин је био присиљен да оде са Московскога универзитета на Математички инститит Академије наука Совјетског Савеза. Ту је радио на проблемима економскога раста и економске равнотеже.

### Корнел
Остао је у Математичком институту до 1976, а онда је емигрирао у САД. Током 1977. постао је професор на Универзитету Корнел, где је остао да ради.

## Математички рад
Динкин је један од ретких математичара, који су дали значајан фундаменталан допринос двама различитим подручјима математике: алгебри и теорији вероватноће. Алгебром се много бавио од 1944. до 1954, иако је чак и у то време радио понешто и на теорији вероватноће. Динкин је први рад објавио заједно са Н. Дмитријевом 1945. и тада су решили проблем својствених вредности стохастичких матрица.

### Лијеве групе и алгебре
За време студија на Московском универзитету присуствовао је семинару, који је Израел Гелфанд држао о Лијевим групама. Током 1944. Гелфанд је од њега тражио да припреми преглед структуре и класификација полупростих Лијевих група. При томе је требало да користи радове Хермана Вејла и Бартела ван дер Вердена. Динкин је једва успевао да исчитава те радове, али да би боље разумео резултате измислио је просто корење и систем корења. Представљао је углове између простих корења, а тај начин представљања касније је добио назив Динкинов дијаграм. На тај начин он је нашао јасну представу класификације комплексних полупростих Лијевих алгебри. Динкин је 1947. објавио рад „Структура полупростих Лијевих алгебри“, а у њему је успео да бриљантно и елегантно развије структуру полупростих Лијевих алгебри. Током 1952. објавио је утицајан рад „Полупросте подалгебре полупростих Лијевих алгебри“, у коме су биле велике табеле и листе подалгебри.

### Теорија вероватноће
Динкин се сматра једним од оснивача модерне теорије Марковљевих процеса. Динкинови радови о Марковљевим процесима заједно са осталим учесницима семинара на Московском универзитету објављени су у две књиге. Прва књига „Теорија Марковљевих процеса“ објављена 1959. поставила је темеље теорије Марковљевих процеса. На Међународном конгресу математичара у Стокхолму Андреј Колмогоров је 1962. прочитао Динкинов једночасовни говор. „Марковљеви процеси и проблеми анализе“. Динкину није било дозвољено да путује на Запад све до 1976, а када му је дозвољено више се није вратио.